# Shōnen (filme)
Shōnen (pt: O Menino) é um filme japonês de 1969, dirigido por Nagisa Ōshima. O seu argumento parte de uma caso real e foi pretexto para que o realizador se afirmasse como uma das personalidades máximas do novo cinema japonês

## Sinopse
O filme inspira-se num caso real. No Outono de 1966, um casal com dois garotos praticou várias vezes uma vigarice que consistia, primeiro para a mãe e depois para o filho mais velho, em atirar-se contra automóveis, simular atropelamento e contusões e, assim, extorquir dinheiro dos automobilistas, ameaçando-os com queixa à polícia…

## Dados técnicos
- Título original - 少年
- Realização - Nagisa Ōshima
- Produção - Masayuki Nakajima e Takuji Yamaguchi
- Cinematografia (Eastmancolor) - Yasuhiro Yoshioka e Seizô Sengen
- Som - Hideo Nishizaki
- Montagem - Sueko Shiraishi
- Música original - Hikaru Hayashi
- Estreia mundial - 26 de julho de 1969
- Estreia em Portugal - Cinema Quarteto, 31 de março de 1976